# Morimus gabzdili
Morimus gabzdili es una especie de escarabajo longicornio perteneciente al género Morimus, categorizada en la tribu Lamiini, de la subfamilia Lamiinae. Fue descrita por Danilevsky en 2015.
El período de actividad en los ejemplares adultos se presenta en los meses de abril y mayo.

## Descripción
Mide 7,5-14 mm de longitud.

## Distribución
Se distribuye por Irán, Rusia, Turquía, Eslovaquia y Ucrania.